# Sinochelus limbatus
Sinochelus limbatus är en skalbaggsart som beskrevs av Leon Fairmaire 1900. Sinochelus limbatus ingår i släktet Sinochelus och familjen Melolonthidae. Inga underarter finns listade i Catalogue of Life.